# Canton de Saint-Just-Saint-Rambert
Le canton de Saint-Just-Saint-Rambert est une circonscription électorale française située dans le département de la Loire et la région Auvergne-Rhône-Alpes.

## Géographie
Ce canton est organisé autour de Saint-Just-Saint-Rambert dans l'arrondissement de Montbrison. Son altitude varie de 354 m (Saint-Cyprien (Loire)) à 1 149 m (Estivareilles).

## Histoire
Créé au XIXe siècle, le canton de Saint-Just-sur-Loire devient le « canton de Saint-Just-Saint-Rambert » à la suite de la fusion de Saint-Just-sur-Loire et de Saint-Rambert-sur-Loire par arrêté du 19 septembre 1972.
Par décret du 26 février 2014, le nombre de cantons du département est divisé par deux, avec mise en application aux élections départementales de mars 2015. Le canton de Saint-Just-Saint-Rambert est conservé et s'agrandit. Il passe de 12 à 18 communes.

## Représentation

### Conseillers d'arrondissement (de 1833 à 1940)
| Période                                  | Période                               | Identité                                        | Étiquette          | Qualité |
| ---------------------------------------- | ------------------------------------- | ----------------------------------------------- | ------------------ | --- |
| 1833                                     | 1836                                  | Michel Crozet-Duplain                           |                    | Notaire à Saint-Rambert                                                                                     |
| 1836                                     | 1840 (décès)                          | Antoine Claude Josué Marie Gérentet (1789-1840) |                    | Notaire, maire de Saint-Rambert                                                                             |
| 1840                                     | 1848                                  | M. Fromage ainé                                 |                    | Propriétaire à Bonson                                                                                       |
|                                          |                                       |                                                 |                    | |
|                                          | 1887 (Privé de ses droits électoraux) | Jean-Claude Clavelloux                          |                    | Notaire à Saint-Rambert                                                                                     |
|                                          |                                       |                                                 |                    | |
| 1934                                     | 1940                                  | Jean Pinturier                                  | Cartel des Gauches | Négociant, maire de Saint-Romain-le-Puy                                                                     |
| 1940                                     |                                       |                                                 |                    | Les conseils d'arrondissement ont été suspendus par la loi du 12 octobre 1940 et n'ont jamais été réactivés |
| Les données manquantes sont à compléter. |                                       |                                                 |                    | |

### Conseillers généraux de 1833 à 2015
| Période | Période          | Identité                          | Étiquette    | Qualité |
| ------- | ---------------- | --------------------------------- | ------------ | --- |
| 1833    | 1834 (démission) | Fleury Robert                     | Conservateur | Maire de Saint-Rambert Député (1831-1834) Ancien maire de Bonson (1821-1826)                                                         |
| 1834    | 1848             | Louis Emmanuel Sigean (1791-1849) |              | Juge de paix à Montbrison Propriétaire à Sury-le-Comtal                                                                              |
| 1848    | 1852             | Louis Rony                        |              | Avocat à Montbrison |
| 1852    | 1870             | Pierre Alexis Bravard             |              | Président du Tribunal civil de Montbrison puis Conseiller à la Cour Impériale de Lyon                                                |
| 1870    | 1877             | Emile Crozet-Barban (1830-1898)   | Droite       | Notaire, maire de Saint-Rambert |
| 1877    | 1891 (décès)     | Jean-Baptiste Chavassieu          | Républicain  | Propriétaire agricole Député (1871-1877) Sénateur (1879-1888) Maire de Montbrison, ancien conseiller général du Canton de Montbrison |
| 1891    | 1895             | Émile Crozet-Fourneyron           | Républicain  | Ingénieur-mécanicien Député (1876-1881 et 1885-1889), Sénateur (1897-1906)                                                           |
| 1895    | 1913             | Léon Portier                      | Républicain  | Avocat, maire de Saint-Romain-le-Puy                                                                                                 |
| 1913    | 1940             | Pierre Robert                     | Rad.         | Avocat à Montbrison Député (1914-1927) Sénateur (1927-1941) Sous-secrétaire d'État (1924-1925)                                       |
|         |                  |                                   |              | |
| 1945    | 1951             | André Bory                        | PCF          | Maire de Sury-le-Comtal (1944-1947)                                                                                                  |
| 1951    | 1982             | Louis Martin                      | CNI          | Directeur d'organisation agricole, maire de Sury-le-Comtal (1959-1965) Sénateur (1959-1983)                                          |
| 1982    | 2001             | Jean Alligier (1925-2013)         | RPR          | Médecin Maire puis maire délégué de Saint-Rambert-sur-Loire (1965-1983), puis de Saint-Just-Saint-Rambert (1983-1989)                |
| 2001    | 2015             | Alain Laurendon                   | DVD          | Salarié du secteur médical Vice-président du Conseil général Maire de Saint-Just-Saint-Rambert (2001-2014)                           |

### Conseillers départementaux à partir de 2015
| Période élective | Période élective | Mandat | Mandat   | Identité        | Nuance | Nuance | Qualité |
| ---------------- | ---------------- | ------ | -------- | --------------- | ------ | ------ | --- |
| 2015             | 2021             | 2015   | 2021     | Colette Ferrand |        | DVD    | Première adjointe au maire d'Estivareilles (maire depuis 2020) |
| 2015             | 2021             | 2015   | 2021     | Alain Laurendon |        | LR     | Maire de Saint-Just-Saint-Rambert (2001-2014) Président du Conseil départemental (septembre-octobre 2017) 1er Vice-Président du Conseil départemental chargé de la solidarité territoriale |
| 2021             | 2028             | 2021   | en cours | Sylvie Bonnet   |        | LR     | Cadre de la fonction publique Adjointe au maire de Sury-le-Comtal (2014-2023) Députée de la Loire (depuis 2023)                                                                            |
| 2021             | 2028             | 2021   | en cours | Éric Lardon     |        | LR     | Cadre du secteur privé Maire de Saint-Marcellin-en-Forez, 7ème Vice-Président du conseil départemental (aides aux territoires)                                                             |

### Résultats détaillés

#### Élections de mars 2015
À l'issue du 1er tour des élections départementales de 2015, deux binômes sont en ballottage : Colette Ferrand et Alain Laurendon (DVD, 43,55 %) et Véronique Viard et Gérard Vivant (FN, 35,31 %). Le taux de participation est de 49,72 % (15 186 votants sur 30 540 inscrits) contre 48,48 % au niveau départemental et 50,17 % au niveau national.
Au second tour, Colette Ferrand et Alain Laurendon (DVD) sont élus avec 62,06 % des suffrages exprimés et un taux de participation de 50,74 % (8 893 voix pour 15 493 votants et 30 537 inscrits).

#### Élections de juin 2021
Le premier tour des élections départementales de 2021 est marqué par un très faible taux de participation (33,26 % au niveau national). Dans le canton de Saint-Just-Saint-Rambert, ce taux de participation est de 30,42 % (9 807 votants sur 32 234 inscrits) contre 30,05 % au niveau départemental. À l'issue de ce premier tour, deux binômes sont en ballottage : Sylvie Bonnet et Éric Lardon (LR, 54,49 %) et Anthony Gibert et Jeanine Pelade (RN, 22,84 %).
Le second tour des élections est marqué une nouvelle fois par une abstention massive équivalente au premier tour. Les taux de participation sont de 34,36 % au niveau national, 31,31 % dans le département et 30,13 % dans le canton de Saint-Just-Saint-Rambert. Sylvie Bonnet et Éric Lardon (LR) sont élus avec 76,28 % des suffrages exprimés (6 753 voix pour 9 713 votants et 32 239 inscrits),,.

## Composition

### Composition avant 2015
Avant le redécoupage cantonal de 2014, le canton de Saint-Just-Saint-Rambert regroupait douze communes.
| Nom                                  | Code Insee | Codepostal | Superficie (km2) | Population (dernière pop. légale) | Densité (hab./km2) |
| ------------------------------------ | ---------- | ---------- | ---------------- | --------------------------------- | ------------------ |
| Saint-Just-Saint-Rambert (chef-lieu) | 42279      | 42170      | 40,63            | 14 337 (2012)                     | 353                |
| Boisset-lès-Montrond                 | 42020      | 42210      | 8,01             | 1 124 (2012)                      | 140                |
| Bonson                               | 42022      | 42160      | 5,15             | 3 674 (2012)                      | 713                |
| Chambles                             | 42042      | 42170      | 18,90            | 967 (2012)                        | 51                 |
| Craintilleux                         | 42075      | 42210      | 8,22             | 1 205 (2012)                      | 147                |
| Périgneux                            | 42169      | 42380      | 32,00            | 1 410 (2012)                      | 44                 |
| Saint-Cyprien                        | 42211      | 42160      | 7,28             | 2 328 (2012)                      | 320                |
| Saint-Marcellin-en-Forez             | 42256      | 42680      | 31,09            | 4 376 (2012)                      | 141                |
| Saint-Romain-le-Puy                  | 42285      | 42610      | 21,14            | 3 746 (2012)                      | 177                |
| Sury-le-Comtal                       | 42304      | 42450      | 24,18            | 5 979 (2012)                      | 247                |
| Unias                                | 42315      | 42210      | 5,37             | 395 (2012)                        | 74                 |
| Veauchette                           | 42324      | 42340      | 7,54             | 1 062 (2012)                      | 141                |

### Composition depuis 2015
Le canton de Saint-Just-Saint-Rambert comprend désormais 18 communes.
| Nom                                              | Code Insee | Intercommunalité             | Superficie (km2) | Population (dernière pop. légale) | Densité (hab./km2) | Modifier                                    |
| ------------------------------------------------ | ---------- | ---------------------------- | ---------------- | --------------------------------- | ------------------ | ------------------------------------------- |
| Saint-Just-Saint-Rambert (bureau centralisateur) | 42279      | CA Loire Forez Agglomération | 40,63            | 15 579 (2022)                     | 383                | modifier les données · modifier les données |
| Aboën                                            | 42001      | Saint-Étienne Métropole      | 8,96             | 483 (2022)                        | 54                 | modifier les données · modifier les données |
| Apinac                                           | 42006      | CA Loire Forez Agglomération | 15,35            | 424 (2022)                        | 28                 | modifier les données · modifier les données |
| Bonson                                           | 42022      | CA Loire Forez Agglomération | 5,15             | 4 478 (2022)                      | 870                | modifier les données · modifier les données |
| Chambles                                         | 42042      | CA Loire Forez Agglomération | 18,90            | 1 071 (2022)                      | 57                 | modifier les données · modifier les données |
| Estivareilles                                    | 42091      | CA Loire Forez Agglomération | 22,56            | 709 (2022)                        | 31                 | modifier les données · modifier les données |
| Merle-Leignec                                    | 42142      | CA Loire Forez Agglomération | 16,17            | 326 (2022)                        | 20                 | modifier les données · modifier les données |
| Périgneux                                        | 42169      | CA Loire Forez Agglomération | 32,00            | 1 601 (2022)                      | 50                 | modifier les données · modifier les données |
| Rozier-Côtes-d'Aurec                             | 42192      | Saint-Étienne Métropole      | 13,89            | 422 (2022)                        | 30                 | modifier les données · modifier les données |
| Saint-Bonnet-le-Château                          | 42204      | CA Loire Forez Agglomération | 1,87             | 1 457 (2022)                      | 779                | modifier les données · modifier les données |
| Saint-Cyprien                                    | 42211      | CA Loire Forez Agglomération | 7,28             | 2 428 (2022)                      | 334                | modifier les données · modifier les données |
| Saint-Hilaire-Cusson-la-Valmitte                 | 42235      | CA Loire Forez Agglomération | 18,31            | 334 (2022)                        | 18                 | modifier les données · modifier les données |
| Saint-Marcellin-en-Forez                         | 42256      | CA Loire Forez Agglomération | 31,09            | 5 088 (2022)                      | 164                | modifier les données · modifier les données |
| Saint-Maurice-en-Gourgois                        | 42262      | Saint-Étienne Métropole      | 31,83            | 1 824 (2022)                      | 57                 | modifier les données · modifier les données |
| Saint-Nizier-de-Fornas                           | 42266      | Saint-Étienne Métropole      | 15,88            | 653 (2022)                        | 41                 | modifier les données · modifier les données |
| Sury-le-Comtal                                   | 42304      | CA Loire Forez Agglomération | 24,18            | 6 651 (2022)                      | 275                | modifier les données · modifier les données |
| La Tourette                                      | 42312      | CA Loire Forez Agglomération | 5,65             | 630 (2022)                        | 112                | modifier les données · modifier les données |
| Usson-en-Forez                                   | 42318      | CA Loire Forez Agglomération | 47,24            | 1 461 (2022)                      | 31                 | modifier les données · modifier les données |
| Canton de Saint-Just-Saint-Rambert               | 4220       |                              | 356,94           | 45 619 (2022)                     | 128                | modifier les données                        |

## Démographie

### Démographie avant 2015
| 1975   | 1982   | 1990   | 1999   | 2006   | 2011   | 2012   |
| ------ | ------ | ------ | ------ | ------ | ------ | ------ |
| 22 896 | 27 485 | 32 438 | 34 664 | 38 849 | 39 851 | 40 603 |

### Démographie depuis 2015
En 2022, le canton comptait 45 619 habitants, en évolution de +3,86 % par rapport à 2016 (Loire : +1,32 %, France hors Mayotte : +2,11 %).
| 2013   | 2018   | 2022   |
| ------ | ------ | ------ |
| 41 999 | 44 200 | 45 619 |